# Aquilegia canadensis
Aquilegia canadensis es una especie de planta silvestre perteneciente a la familia  Ranunculaceae.

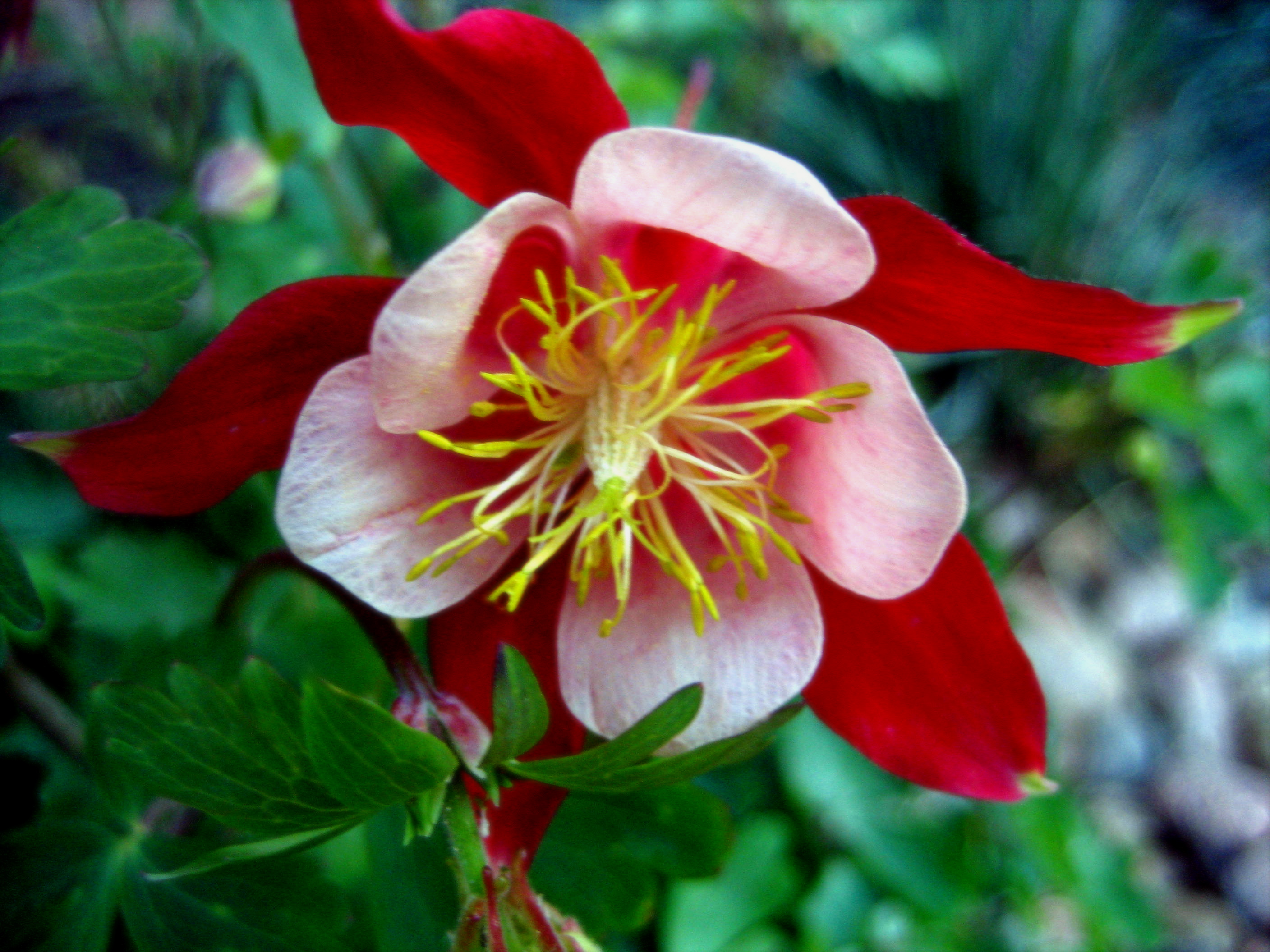
Detalle de la flor

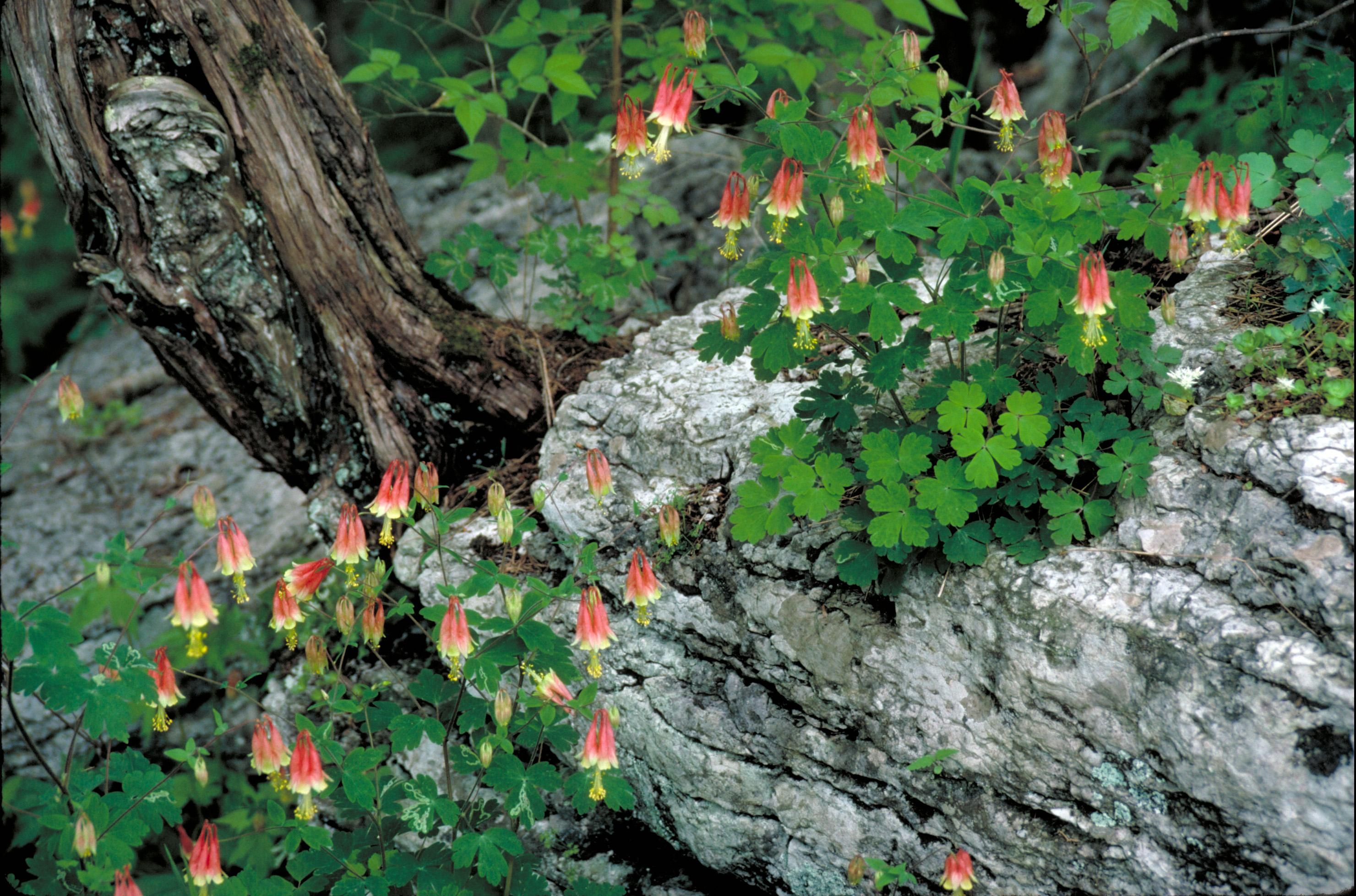
En su hábitat

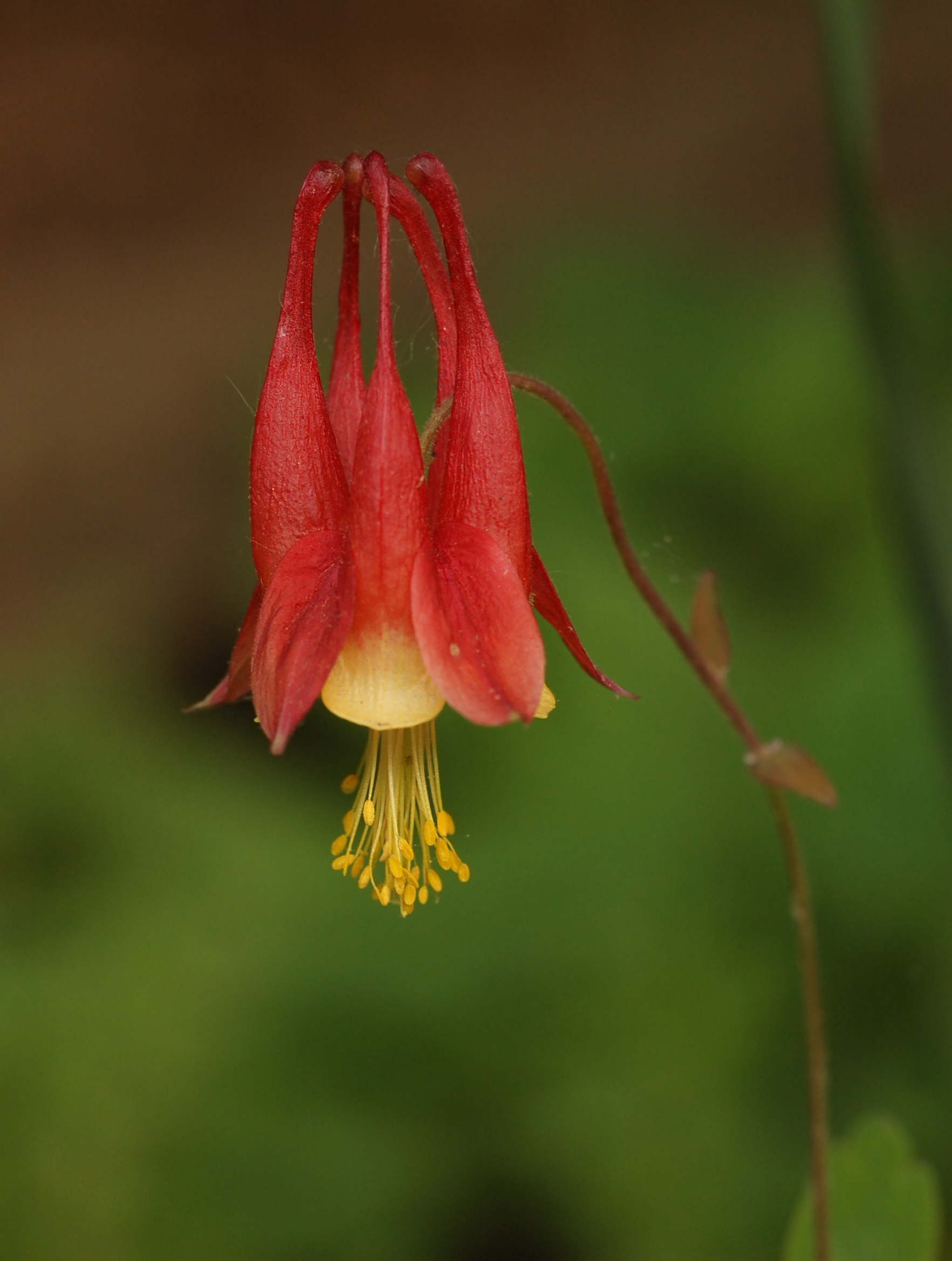
Flor

## Descripción
Es una planta herbácea de 15-90 cm de altura con las hojas basales, lobuladas y divididas, se agrupan en número de tres. Las flores de 2,5-5,1 cm de largo aparecen el final de la primavera (generalmente en mayo y junio) sobre el follaje y tienen pétalos amarillos con un espolón rojo y sépalos rojos. El extremo redondo del espolón contiene néctar, que buscan las mariposas y los colibríes. Las plantas se propagan por semillas y pueden florecer el primer año. Se han conseguido algunos cultivos como planta ornamental.
Las orugas de Erynnis lucilius se alimentan de sus hojas.

## Usos
Tribus de nativos americanos utilizan varias partes de Aquilegia canadensis en los remedios a base de hierbas.
Aquilegia canadensis contiene un glucósido cianogénico, que libera el venenoso cianuro de hidrógeno cuando la planta es dañada.

## Taxonomía
Aquilegia canadensis, fue descrita  por Carlos Linneo y publicado en Species Plantarum 1: 533–534, en el año 1753.
Etimología
Ver: Aquilegia
canadensis: epíteto geográfico que alude a su localización en Canadá.
Variedades
- Aquilegia canadensis var. australis (Small) Munz
- Aquilegia canadensis var. coccinea (Small) Munz
- Aquilegia canadensis var. eminens (Greene) Boivin
- Aquilegia canadensis var. hybrida Hook.
- Aquilegia canadensis var. latiuscula (Greene) Munz

Sinonimia
- Aquilegia australis Small
- Aquilegia coccinea Small
- Aquilegia elegans Salisb.
- Aquilegia eminens Greene
- Aquilegia flaviflora Tenney
- Aquilegia latiuscula Greene
- Aquilegia phoenicantha Cory
- Aquilegia variegata Moench[3]